# コスモス
コスモス（学名：Cosmos）は、キク科コスモス属の総称。また、種としてのオオハルシャギク Cosmos bipinnatus Cav. を指す場合もある。アキザクラ（秋桜）とも言う。

## 特徴
一年生植物の草本。茎は高さ2 - 3mになり、よく枝を出す。葉は対生で二回羽状複葉。細かく裂け、小葉はほぼ糸状になる。頭花は径6 - 10cm、周囲の舌状花は白から淡紅色、あるいは濃紅色。中央の筒状花は黄色。葯は黄褐色。通常は舌状花は8個。開花期は秋で、短日植物の代表としても知られる。
秋に桃色・白・赤などの花を咲かせる。花は本来一重咲きだが、舌状花が丸まったものや、八重咲きなどの品種が作り出されている。本来は短日植物だが、6月から咲く早生品種もある。

## 分布など
熱帯アメリカ原産。1789年、メキシコからスペインのマドリード王立植物園に送られ、1791年にアントニオ・ホセ・カヴァニレスによってCosmosと名づけられた。日本には1879年（明治12年）に渡来した。これは美術学校の教師ラグザーがイタリアから持ち込んだものである。秋の季語としても用いられる。

## 利用
観賞用に栽培される。
日当たりと水はけが良ければ、やせた土地でもよく生育する。景観植物としての利用例が多く、河原や休耕田、スキー場などに植えられたコスモスの花畑が観光資源として活用されている。ただし、河川敷の様な野外へ外来種を植栽するのは在来の自然植生の攪乱（かくらん）であり、一種の自然破壊であるとの批判がある。
観賞用のほか食用品種（食用コスモス）もある。

## 種類
オオハルシャギク Cosmos bipinnatus Cav.
一般的なコスモスといえばこれを指す。高さ1 - 2m、茎は太く、葉は細かく切れ込む。
キバナコスモス Cosmos sulphureus Cav.
大正時代に渡来。オオハルシャギクに比べて暑さに強い。花は黄色・オレンジが中心。
チョコレートコスモス Cosmos atrosanguineus (Hook.) Voss
大正時代に渡来。黒紫色の花を付け、チョコレートの香りがする。多年草で、耐寒性がある。

## コスモスの語源
語源「コスモス」（希: κόσμος）はギリシャ語の「宇宙」の「秩序」を意味し、「コスモス」とはラテン語で星座の世界 ＝ 秩序をもつ完結した世界体系としての宇宙の事である。対義語は、「カオス（ケイオス）」（希: χάος）混沌である。メキシコにいたスペイン出身の聖職者が中南米原産のコスモスをみて、花びらが整然とバランスよく並んでいることに、ギリシャ語の（調和）と名付けた。

## ギャラリー

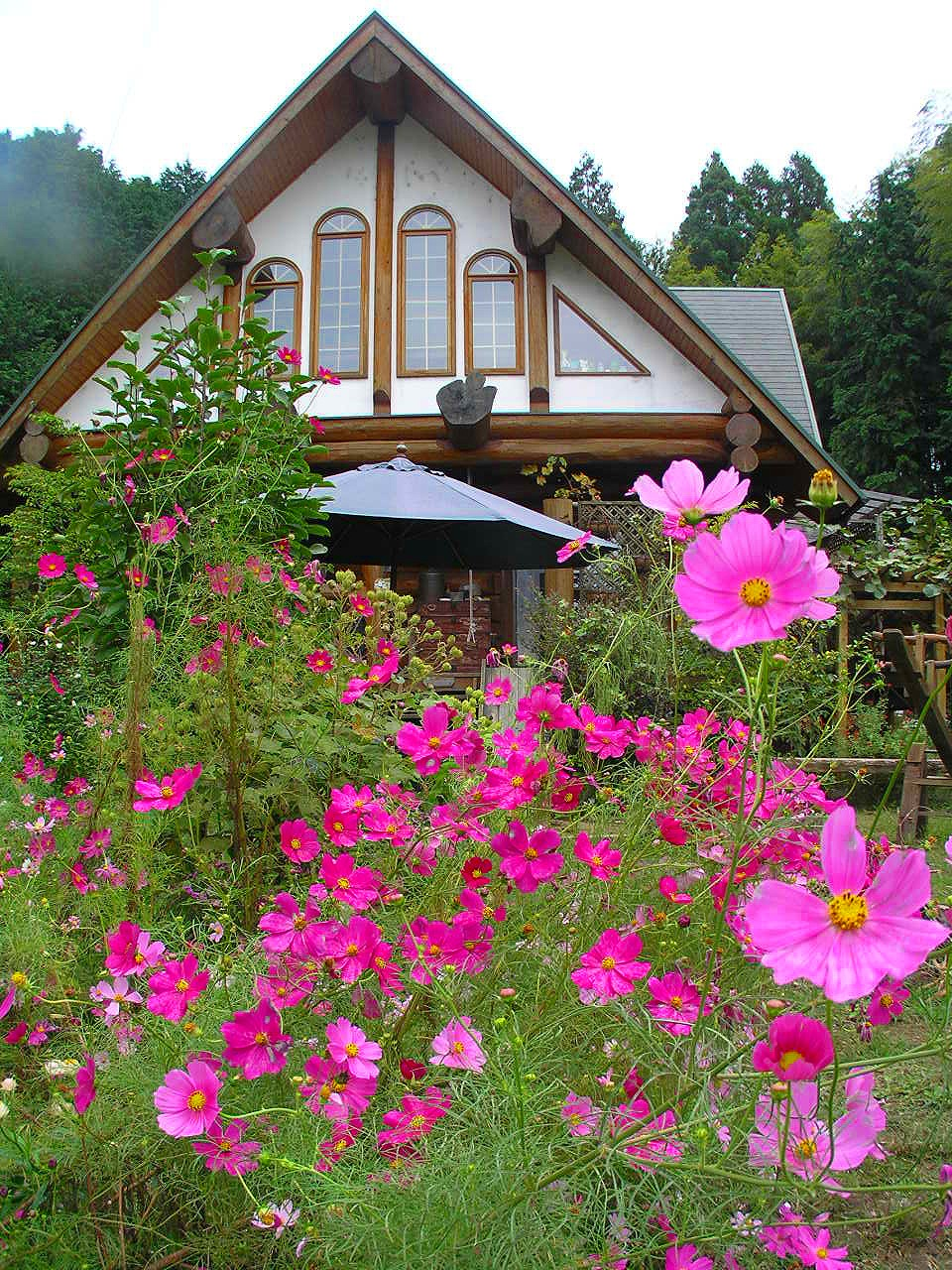
コスモスの咲き乱れる山荘
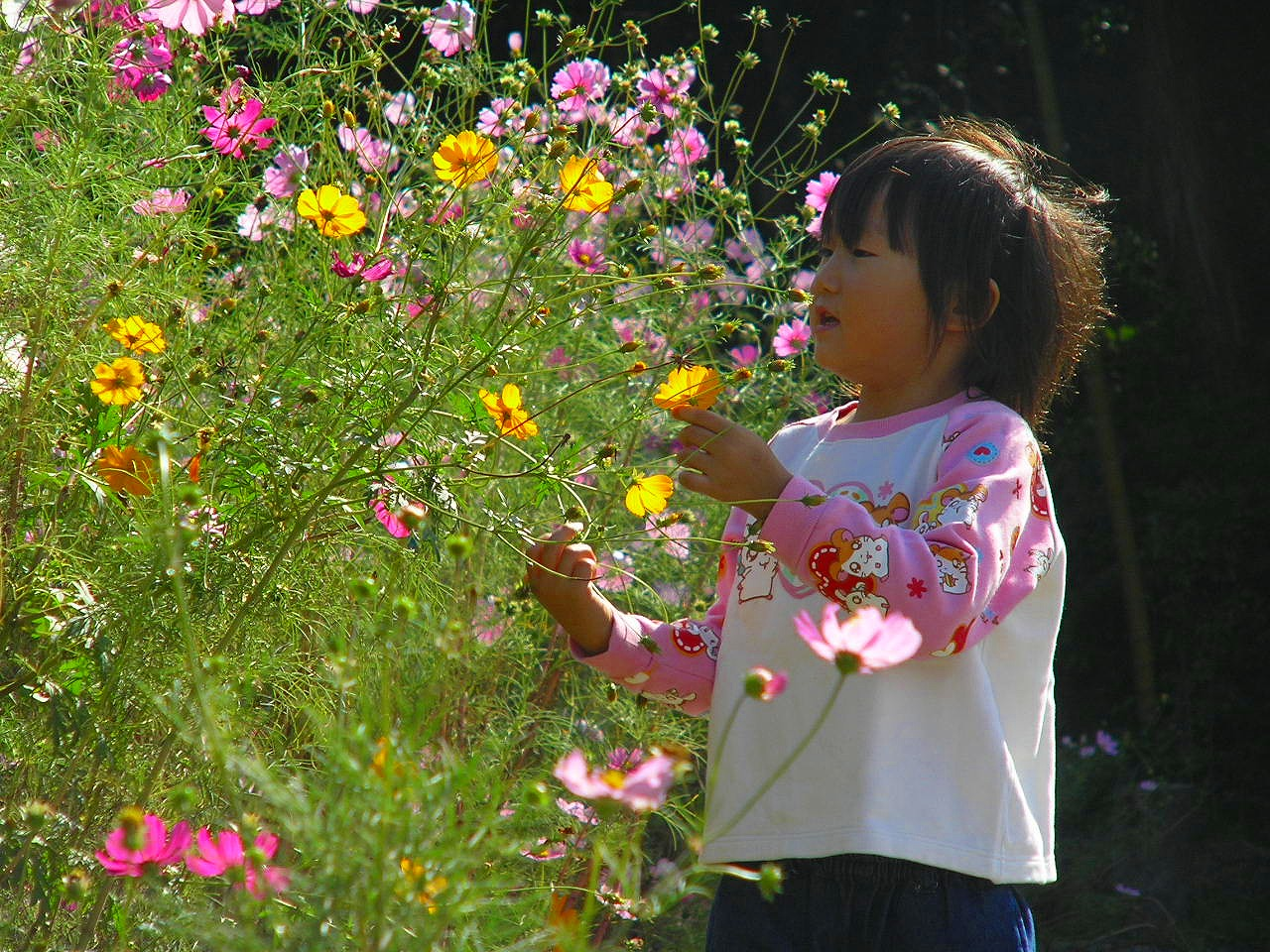
コスモスと少女（コスモス、キバナコスモスとの群生）
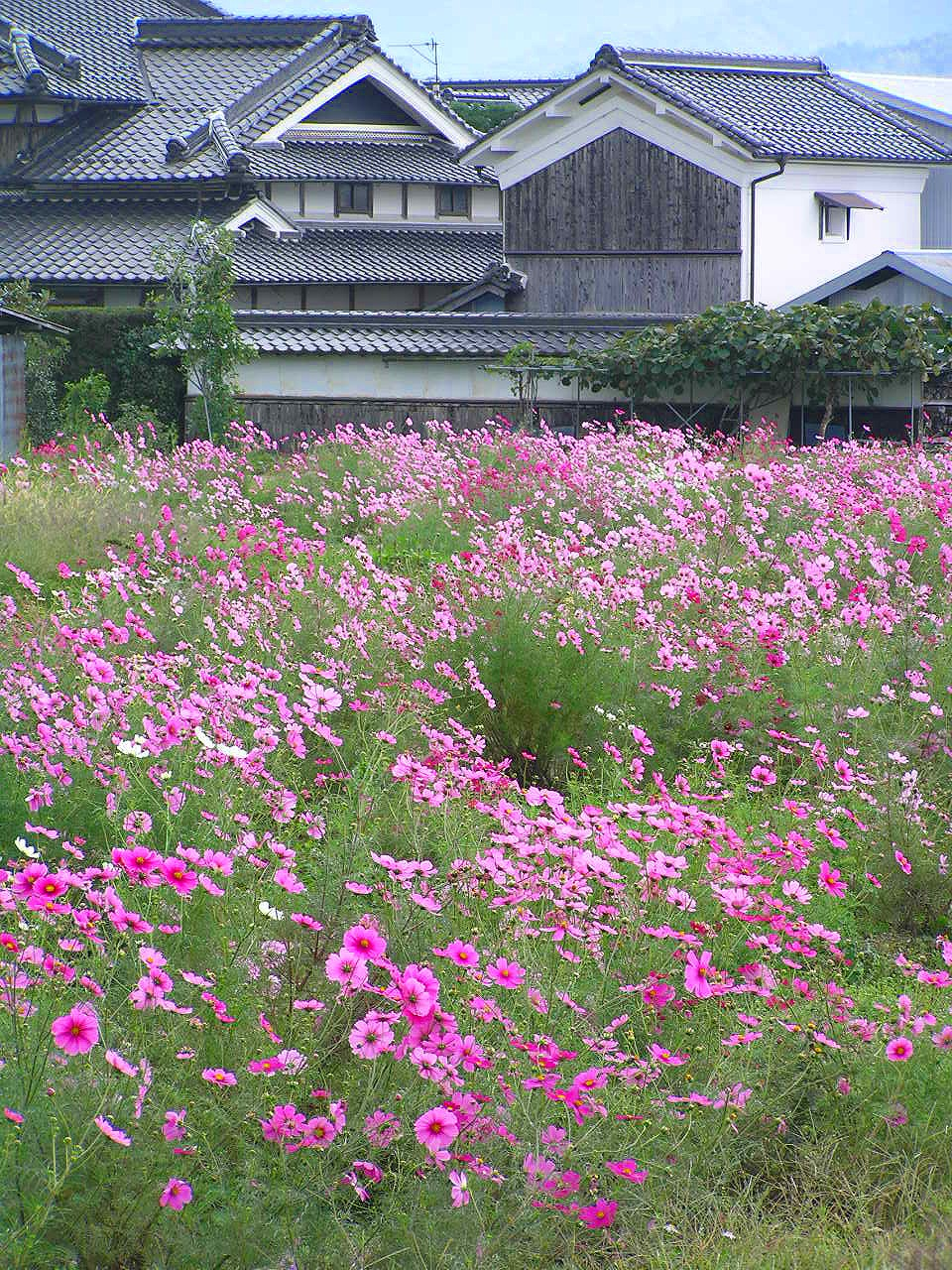
コスモス畑と漆喰壁の民家
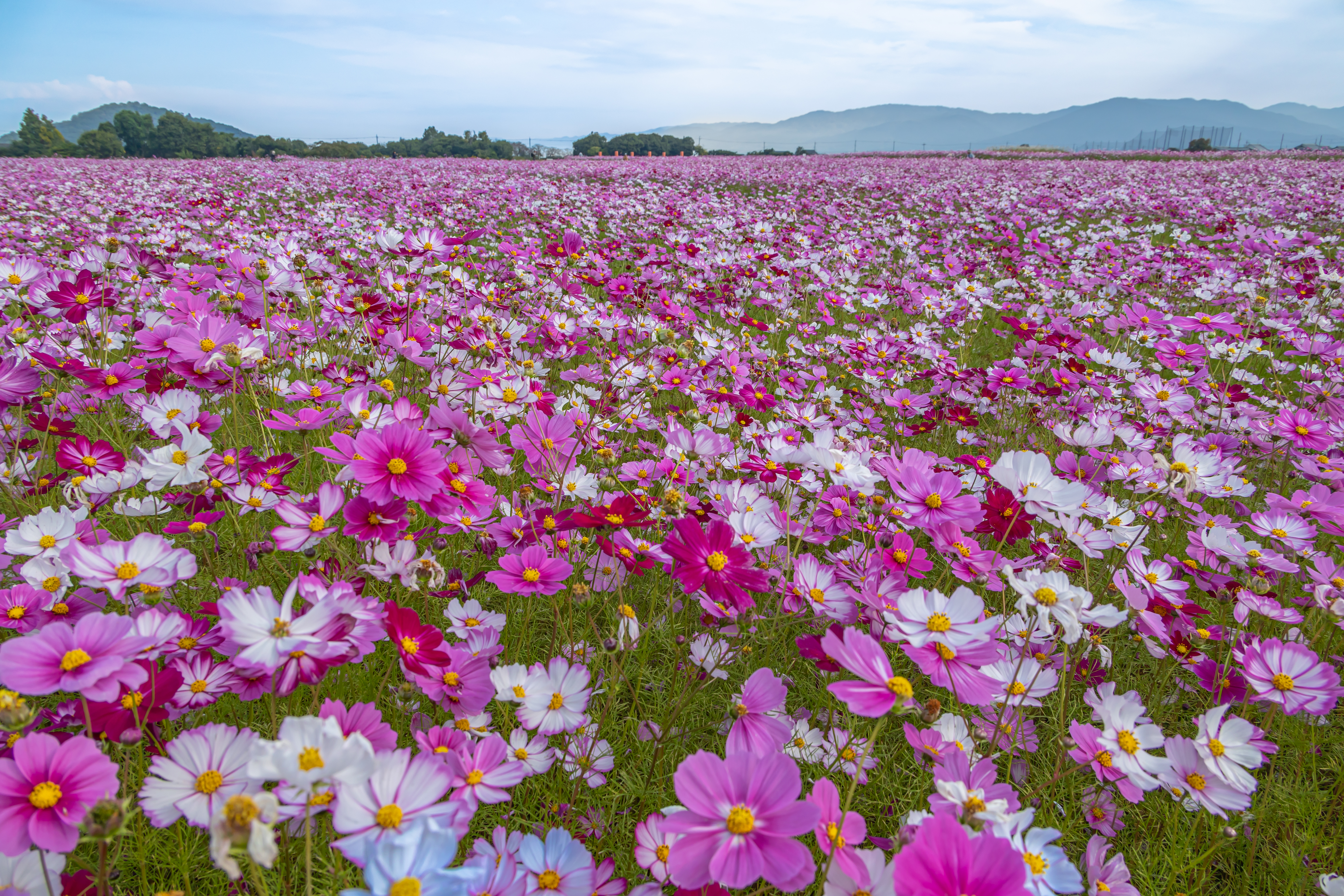
藤原京（群生）
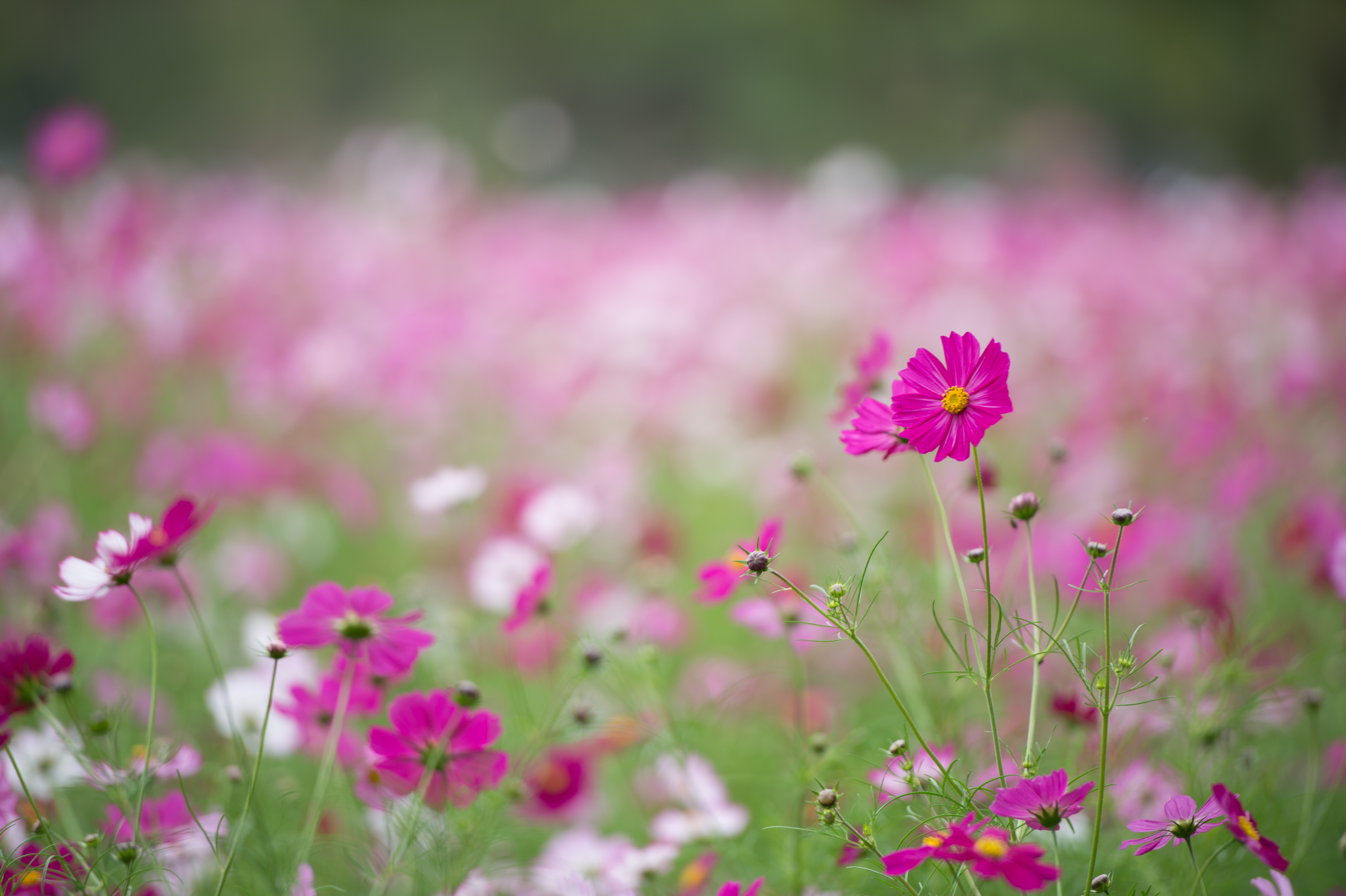
昭和記念公園（群生）
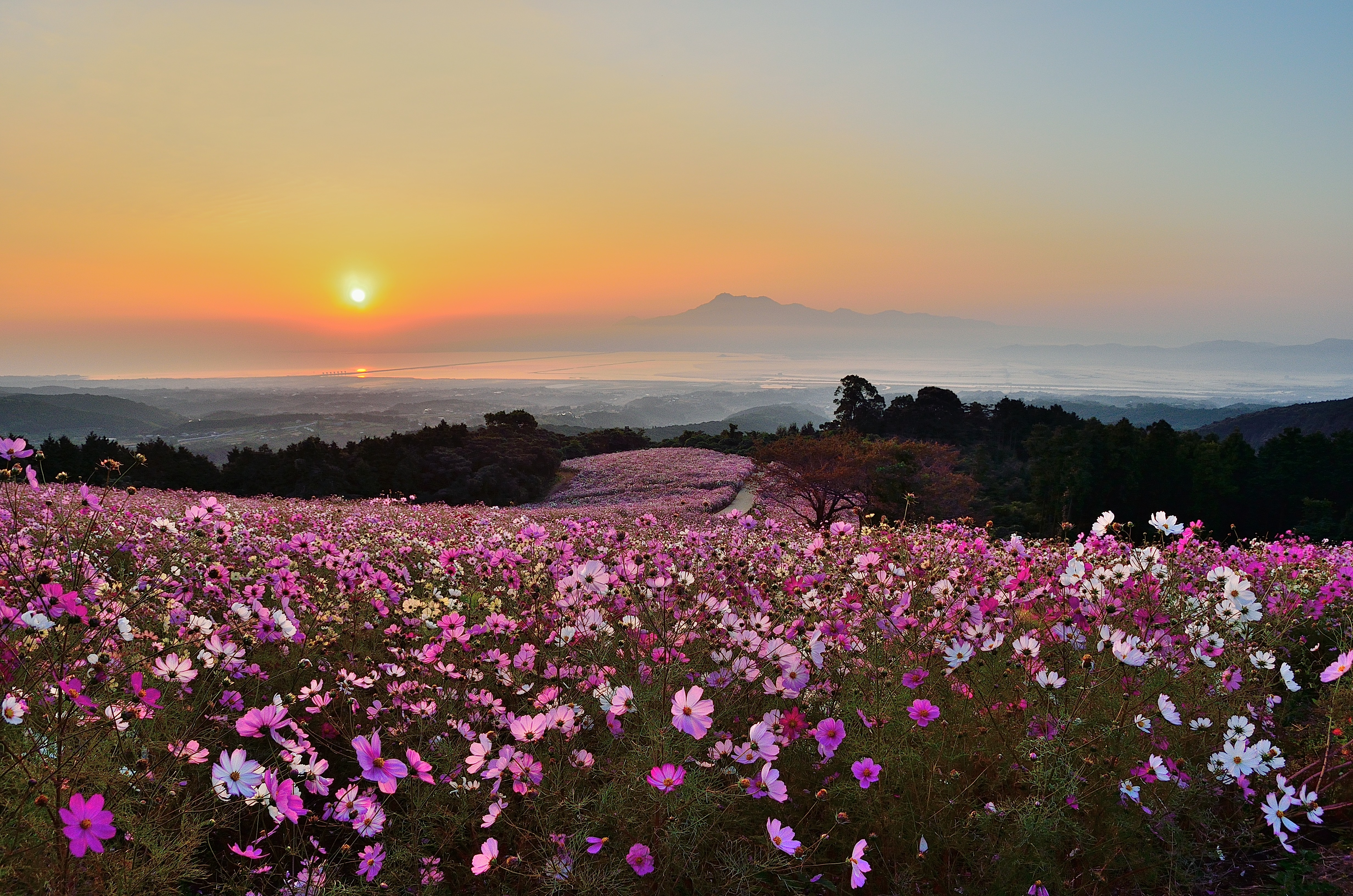
コスモス（白木峰高原）
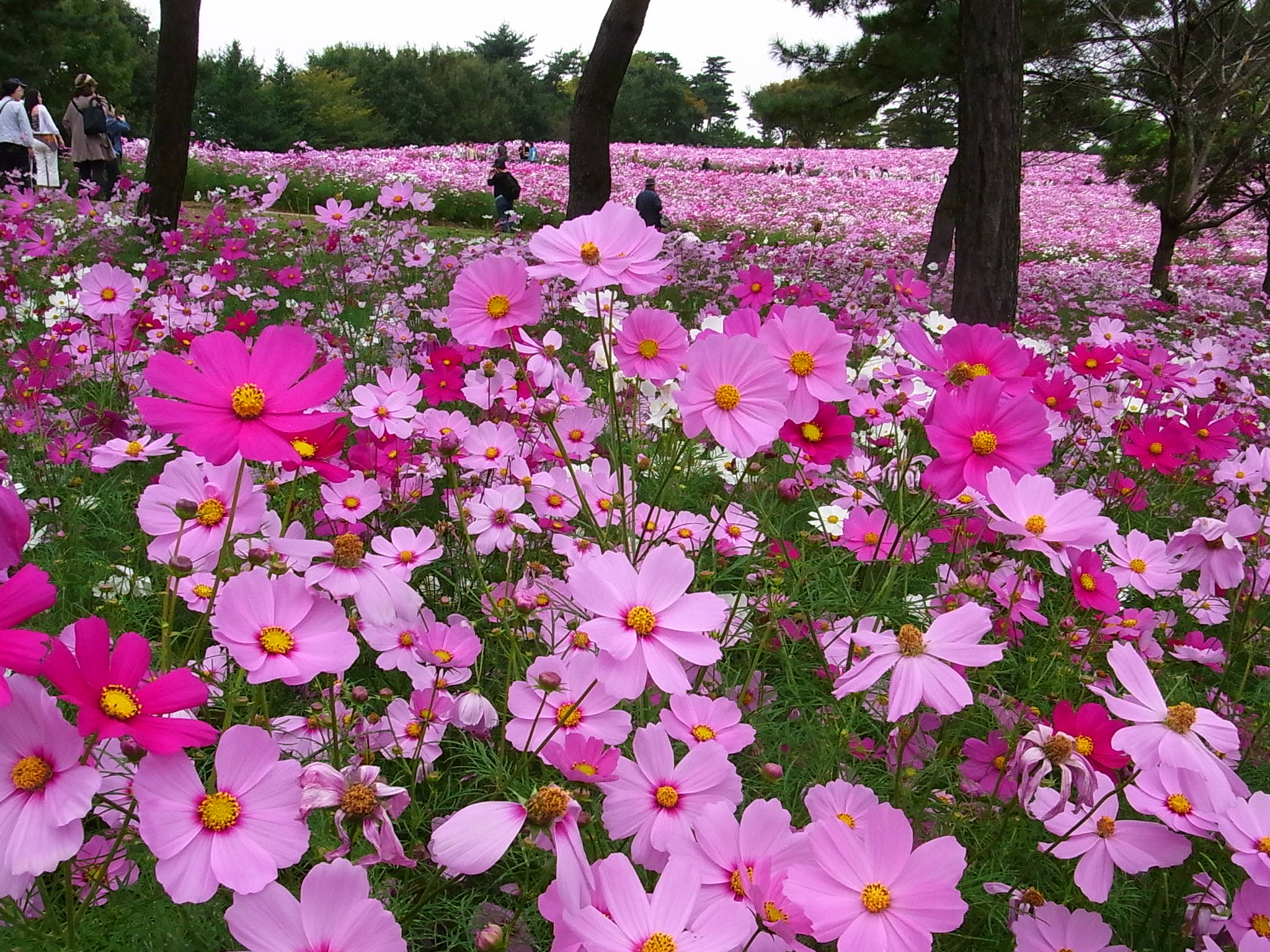
国営昭和記念公園の「花の丘のコスモスまつり」（2010年（平成22年）10月19日撮影）
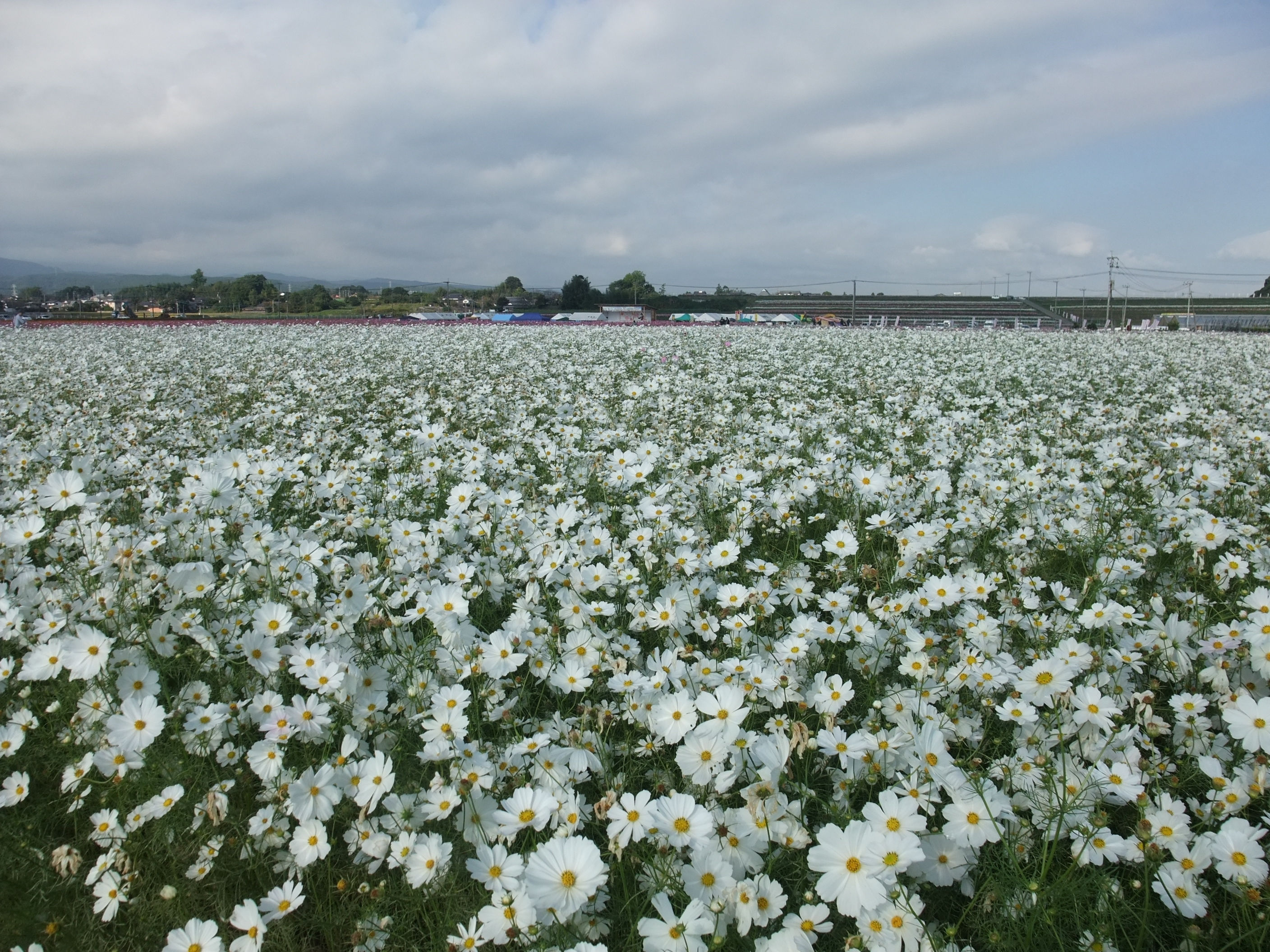
三光コスモス園の白花
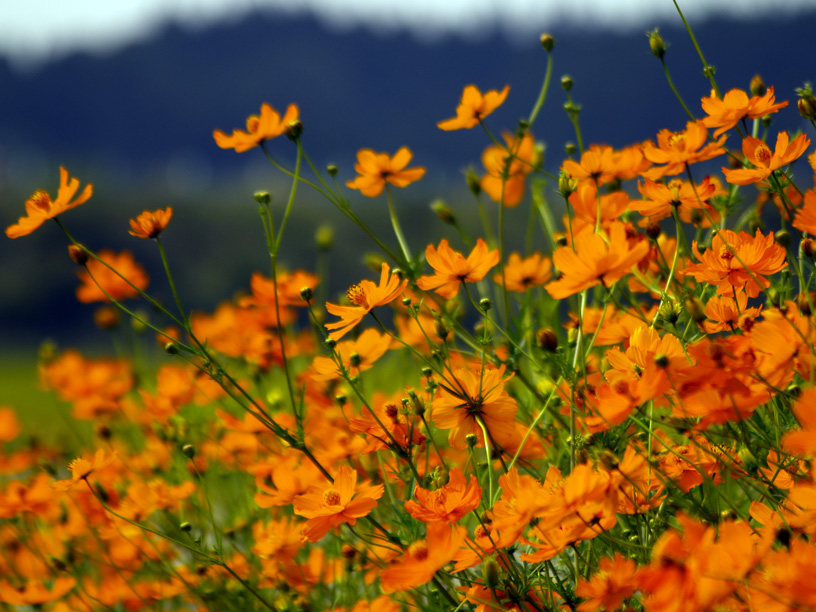
キバナコスモス（群生）
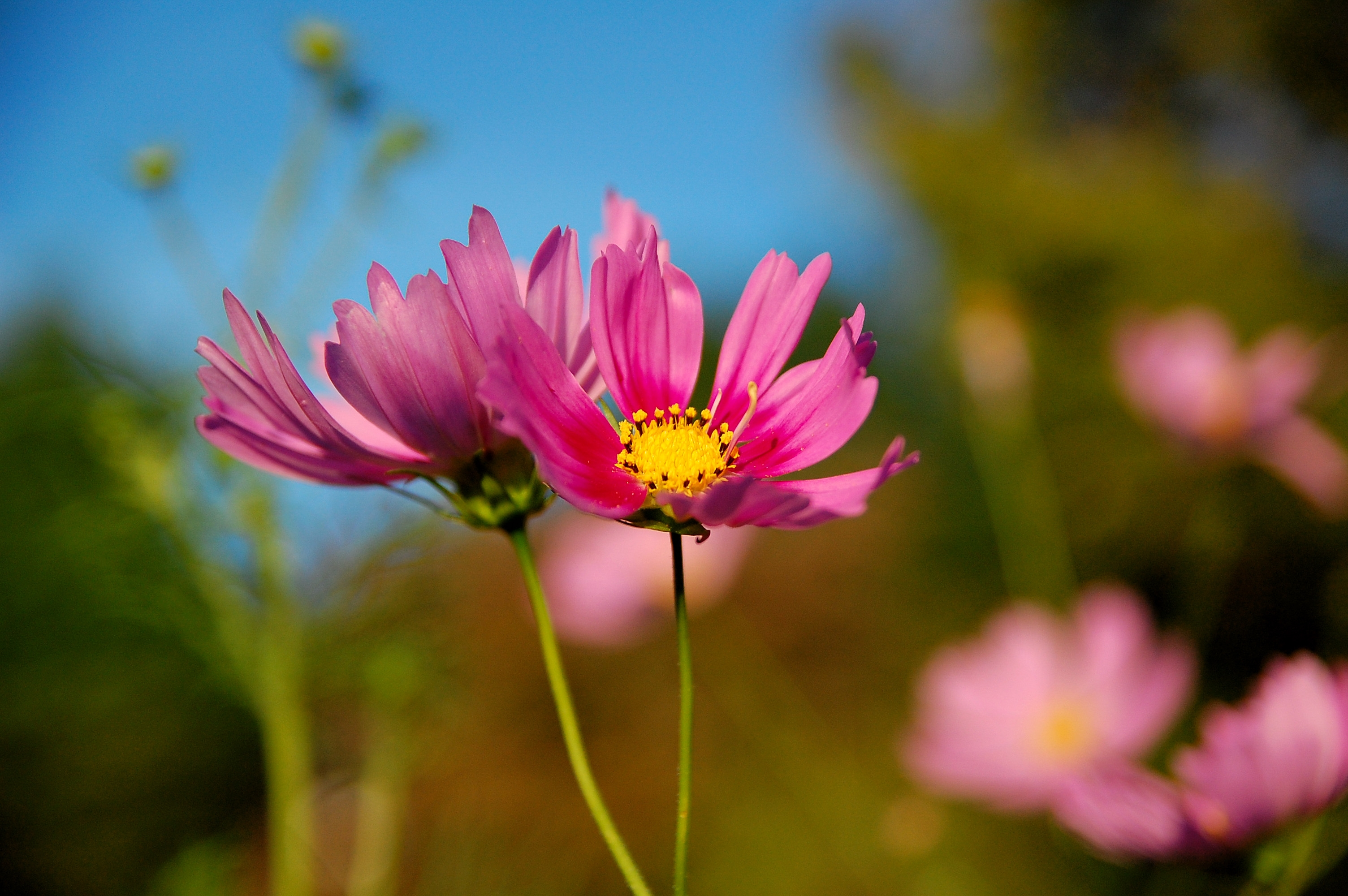
ラジアンス

## コスモスをシンボルとする団体

### 日本
- 行政書士団体
- 札幌市南区 （北海道）
- 西区 （北海道）
- 士別市 （北海道）
- 滝川市 （北海道）
- 仁木町 （北海道）
- 大樹町 （北海道）
- 標茶町 （北海道）
- 鶴居村 （北海道）
- 大仙市 （秋田県）
- 浪江町 （福島県）
- 筑西市 （茨城県）
- 小美玉市 （茨城県）
- 久喜市 （埼玉県）
- 神川町 （埼玉県）
- 茂原市 （千葉県）
- 市原市 （千葉県）
- 印西市 （千葉県）
- 大網白里市 （千葉県）
- 西東京市 （東京都）
- 横浜市磯子区 （神奈川県）
- 川崎市宮前区 （神奈川県）
- 松田町 （神奈川県）
- 阿賀野市 （新潟県）
- 湯沢町 （新潟県）
- 佐久市 （長野県）
- 下條村 （長野県）
- 信濃町 （長野県）
- 袋井市 （静岡県）
- 名古屋市北区 （愛知県）
- 木津川市 （京都府）
- 大阪市都島区 （大阪府）
- 城東区 （大阪府）
- 貝塚市 （大阪府）
- 神戸市須磨区 （兵庫県）
- 相生市 （兵庫県）
- 豊岡市 （兵庫県）
- 加東市 （兵庫県）
- 稲美町 （兵庫県）
- 大和高田市 （奈良県）
- 川西町 （奈良県）
- 有田川町 （和歌山県）
- 阿波市 （徳島県）
- 勝浦町 （徳島県）
- 坂出市 （香川県）
- さぬき市 （香川県）
- 越知町 （高知県）
- 久留米市 （福岡県）
- 直方市 （福岡県）
- 飯塚市 （福岡県）
- 行橋市 （福岡県）
- 中間市 （福岡県）
- 古賀市 （福岡県）
- 粕屋町 （福岡県）
- 水巻町 （福岡県）
- 大木町 （福岡県）
- 時津町 （長崎県）
- 東彼杵町 （長崎県）
- 宇城市 （熊本県）
- 嘉島町 （熊本県）
- 豊後高田市 （大分県）
- 由布市 （大分県）
- 小林市 （宮崎県）
- 国富町 （宮崎県）
- 木城町 （宮崎県）

### 韓国
- 坡州市 （京畿道）